# Zethus aethiopicus
Zethus aethiopicus är en stekelart som beskrevs av Giordani Soika 1940. Zethus aethiopicus ingår i släktet Zethus och familjen Eumenidae. Inga underarter finns listade i Catalogue of Life.